# Rhynchospora marquisensis
Rhynchospora marquisensis là loài thực vật có hoa trong họ Cói. Loài này được F.Br. miêu tả khoa học đầu tiên năm 1931.